# Becher Peninsula
Becher Peninsula är en halvö i Kanada.   Den ligger i territoriet Nunavut, i den östra delen av landet, 2 100 km norr om huvudstaden Ottawa.
Trakten runt Becher Peninsula är nära nog obefolkad, med mindre än två invånare per kvadratkilometer.